# James McLane
James Price "Jimmy" McLane, Jr., född 13 september 1930 i Pittsburgh, Pennsylvania, död 13 december 2020 i Ipswich, Massachusetts, var en amerikansk simmare.
McLane blev olympisk mästare på 1500 meter frisim vid sommarspelen 1948 i London.